# Christine Collins
Christine Ida Collins (Los Angeles, 14 dicembre 1888 – Los Angeles, 8 dicembre 1964) è stata una donna statunitense che fece notizia a livello nazionale tra la fine degli anni venti e l'inizio dei trenta dopo che suo figlio di nove anni, Walter Collins, scomparve nel 1928. 
Durante il processo del serial killer Gordon Northcott, lo Stato della California concluse che Walter era stato una delle vittime degli omicidi di Wineville Chicken Coop di cui fu accusato Gordon Northcott, indi giustiziato nel Carcere di San Quintino nel 1930. Le ricerche condotte dalla donna per ritrovare Walter sono state soggetto del film di Clint Eastwood del 2008 Changeling, in cui è stata interpretata da Angelina Jolie. La Jolie è stata nominata per l'Oscar come migliore attrice per la sua interpretazione della Collins.

## Biografia
Christine Collins nacque nel 1888 come Christine Ida Dunne. Sposò Walter J. Collins, un ex detenuto il cui nome di nascita era Walter Joseph Anson, che le aveva nascosto i suoi precedenti; nel settembre del 1918 ebbero un figlio, Walter.

### La scomparsa di Walter Collins
Questi scomparve il 10 marzo 1928, dopo che la madre gli aveva consegnato dei soldi per andare al cinema. La scomparsa del bambino ricevette una notevole attenzione a livello nazionale e il dipartimento di polizia di Los Angeles seguì centinaia di piste che si rivelarono inconcludenti, trovandosi così ad affrontare pubblicità negative e una crescente pressione pubblica alla risoluzione del caso. Cinque mesi dopo la scomparsa del piccolo venne trovato a DeKalb (in Illinois) un bambino che affermò di essere Walter Collins. Furono scambiate lettere e fotografie prima che Christine Collins pagasse per riportare il bambino a Los Angeles.
All'incontro, Christine sostenne che il bambino non era Walter. L'ufficiale in carica, il capitano J.J. Jones, sotto pressione per la risoluzione del caso, la convinse a "fare una prova" portando il ragazzino a casa tenendolo con sé per un certo periodo. Tre settimane dopo la donna tornò alla polizia, insistendo sul fatto che non si trattasse di suo figlio. Collins disse in seguito che, nonostante a suo favore avesse le impronte dentali del figlio e il sostegno di amici e conoscenti,  Jones continuò a metterne in dubbio le affermazioni e l'accusò di essere una cattiva madre e di aver messo in ridicolo la polizia; successivamente la fece ricoverare nel reparto psichiatrico del Los Angeles County Hospital con un "Codice 12" di internamento, termine utilizzato per indicare prigionieri reclusi in quanto scomodi per la polizia.
Jones interrogò il bambino, che infine ammise di essere il dodicenne Arthur Hutchens Jr., un fuggiasco dell'Iowa: Hutchens, fermato dalla polizia, dapprima negò di essere coinvolto; in seguito spiegò di essersi finto Collins per poter andare a Hollywood ad incontrare il suo attore preferito, Tom Mix. Christine Collins venne rilasciata dieci giorni dopo la confessione di Hutchens e intentò una causa contro il dipartimento di polizia di Los Angeles; vinse una causa contro Jones che fu condannato a pagare 10 800 dollari, denaro che tuttavia Jones non versò mai.
Nel 1929, Gordon Northcott fu accusato di aver rapito, molestato e ucciso tre bambini in quelli che divennero successivamente noti come gli omicidi di Wineville Chicken Coop; la madre di Northcott, Sarah Louise Northcott, confessò alla fine del 1928 di aver partecipato all'omicidio di Walter Collins tra quelli commessi dal figlio. In seguito è stata condannata senza processo all'ergastolo per il suo ruolo nella morte di Walter. Lo Stato decise di non perseguire Gordon Northcott per l'omicidio di Collins, processandolo invece per l'uccisione di altri tre ragazzi per le quali c'erano anche delle prove forensi. Il 13 febbraio 1929 Northcott fu riconosciuto colpevole dei tre omicidi e venne condannato a morte. Nonostante ciò, egli negò di aver ucciso Walter Collins e Sarah Northcott tentò di revocare la sua confessione rilasciando dichiarazioni sparse e incoerenti. Christine Collins, nonostante le dichiarazioni di Sarah Northcott e la testimonianza corroborante di Sanford Clark, continuò a credere che il figlio fosse ancora vivo. Ebbe una corrispondenza con Gordon e ricevette il permesso di parlare con lui poco prima della sua esecuzione; Northcott affermò che le avrebbe rivelato il destino di suo figlio, ma ritrasse tutto all'ultimo dichiarandosi innocente da qualsiasi coinvolgimento. Collins divenne ulteriormente speranzosa con la ricomparsa di una precedente vittima di Northcott che la polizia aveva dato per morta.
Collins tentò più volte di riscuotere il denaro che Jones le doveva, aprendo nel 1941 un caso giudiziario in cui cercò di ottenere 15.562 dollari presso la Corte Superiore; per tutta la vita non smise mai di cercare suo figlio. Morì nel 1964 e fu sepolta a Los Angeles.

## Media
Il film del 2008 Changeling, diretto da Clint Eastwood, descrive gli eventi dalla scomparsa di Walter Collins nel 1928  fino alla ricomparsa di una delle vittime di Northcott nel 1935. Christine Collins è interpretata da Angelina Jolie, che per il ruolo è stata candidata all'Oscar per la miglior attrice. Eastwood ha dichiarato di aver scelto Jolie in quanto era una madre a sua volta e aveva l'aspetto fisico che si addiceva per il tempo in cui è ambientata la pellicola. Jolie ha affermato che il personaggio le ricordava molto sua madre, quindi per lei era stato bello interpretare qualcuno "con le sfumature" di una persona che amava.